# Flughafen Ranchi

i8
i11
i13
Der ca. 646 m hoch gelegene Flughafen Ranchi (englisch Ranchi Airport; auch Birsa Munda Airport, IATA-Code: IXR, ICAO-Code: VIRC) ist ein nationaler Flughafen ca. 6 km (Fahrtstrecke) südöstlich der Millionenstadt Ranchi, der Hauptstadt des Bundesstaats Jharkhand im Nordosten Indiens.

## Geschichte
Ursprünglich von der britischen Kolonialmacht als reiner Militärflughafen konzipiert, starten seit den 1970er Jahren auch zivile Flüge zunächst mit Propellerantrieb und – nach dem Ausbau der Start- und Landebahn – mit Turboprop- und Düsenmaschinen. Nach dem abschließenden Ausbau der Start- und Landebahn soll der Flughafen internationalen Status erhalten.

## Verbindungen
Derzeit betreiben mehrere indische Fluggesellschaften mehrmals tägliche Flüge nach Delhi, Mumbai, Kalkutta und Bangalore, aber auch nach Hyderabad, Chennai und Patna finden täglich Flüge statt; darüber hinaus gibt es mehrmals wöchentliche Flüge zu anderen Zielen.

## Sonstiges
- Betreiber des Flughafens ist die Airports Authority of India.
- Es gibt eine Start-/Landebahn mit ca. 2741 m Länge.